# Radical (Belgique)
Pour les articles homonymes, voir Radical.
Les Radicaux, ou Progressistes, sont une ancienne faction interne du Parti libéral.

## Historique
Il a obtenu deux sièges de la Chambre aux élections législatives du 27 mai 1900. Celui-ci siégeait dans le groupe libéral